# Charolles
Charolles je naselje in občina v osrednji francoski regiji Burgundiji, podprefektura departmaja Saône-et-Loire. Leta 1999 je naselje imelo 3.048 prebivalcev.

## Geografija
Kraj leži v srednjevzhodni Franciji ob reki Arconce, 50 km zahodno od Mâcona in 155 km jugozahodno od Dijona; je središče po njem imenovane pokrajine Charolais.

## Administracija
Charolles je sedež istoimenskega kantona, v katerega so poleg njegove vključene še občine Baron, Champlecy, Changy, Fontenay, Lugny-lès-Charolles, Marcilly-la-Gueurce, Ozolles, Prizy, Saint-Julien-de-Civry, Vaudebarrier, Vendenesse-lès-Charolles in Viry s 6.609 prebivalci.
Naselje je prav tako sedež okrožja, v katerem se nahajajo kantoni Bourbon-Lancy, Charolles, Chauffailles, Digoin, Gueugnon, la Clayette, la Guiche, Marcigny, Palinges, Paray-le-Monial, Saint-Bonnet-de-Joux, Semur-en-Brionnais in Toulon-sur-Arroux s 102.205 prebivalci.

## Zgodovina
Charolles je glavno mesto pokrajine Charolais, nekdanje grofije iz zgodnjega 14. stoletja. Leta 1327 je grofija Charolais pripadla hiši Armagnac, 1390 prodana burgundskemu vojvodu Filipu Neustrašnemu. Po smrti Karla Drznega 1477 je grofijo zasedel Ludvik XI. leta 1493 pa je iz rok Karla VIII. prešla k svetorimskemu cesarju Maksimilijanu I. Na koncu je pripadla španskim kraljem, kar je povzročilo dolgotrajen spor med Francijo in Španijo, dokler ni leta 1684 bila dodeljena condéjskemu princu Ludviku II. upniku španskega kralja. Združena s francosko krono je bila v letu 1771.